# Taran og den magiske gryde
Taran og den magiske gryde er en amerikansk tegnefilm fra 1985, der er den 25. Disney klassiker. Den er bygget over Lloyd Alexanders fem Taran-bøger med hovedtitlen Kampen om landet Prydain og er den eneste af Disneys klassikere, der aldrig har haft biograf-premiere i Danmark. Første gang den blev udgivet i Danmark var i 1998 på VHS-bånd.
Filmen har dog aldrig rigtigt slået igennem, hverken herhjemme eller internationalt, dog er mange enige om den er meget uhyggelig og måske lidt overset blandt en del.

## Stemmer
| Figur             | Amerikanske stemmer | Danske stemmer          |
| ----------------- | ------------------- | ----------------------- |
| Taran             | Grant Bardsley      | Mikkel Weyde            |
| Eilonwy           | Susan Sheridan      | Amalie Dollerup         |
| Daliben           | Freddie Jones       | Henning Moritzen        |
| Fflewdur Fflam    | Nigel Hawthorne     | Peter Zhelder           |
| Den hornede konge | John Hurt           | Stig Hoffmeyer          |
| Doli              | John Byner          | Torben Sekov            |
| Gurgi             | -                   | Søren Ulrichs           |
| Kong Eidilig      | Arthur Malet        | John Martinus           |
| Luske             | Phil Fondacaro      | Donald Andersen         |
| Orgoch            | Billie Hayes        | Michelle Bjørn-Andersen |
| Orwen             | Adele Moris-Morey   | Anna Reumert            |
| Orddu             | Eda Reiss Merin     | Margrethe Koytu         |
| Fortæller         | John Huston         | Ole Varde Lassen        |